# Ptolemaios VI.
Ptolemaios VI. Philometor (altgriechisch Πτολεμαῖος Φιλομήτωρ Ptolemaíos Philomḗtōr, deutsch ‚der Mutterliebende‘; † 145 v. Chr. in Syrien) aus der Dynastie der Ptolemäer war Pharao (König) von Ägypten von 180 bis 164 und 163 bis 145 v. Chr., Sohn Ptolemaios’ V. und Kleopatras I., bis 176 v. Chr. unter Vormundschaftsregierung seiner Mutter, daher sein Beiname. Anschließend unter der Regentschaft des Lenaios und des Eulaios.

## Zeit der Vormundschaft
Um 175 v. Chr. heiratete Ptolemaios VI. seine Schwester Kleopatra II. Fünf Jahre später provozierten Ptolemaios’ Regenten den 6. Syrischen Krieg (169/168 v. Chr.) gegen das Seleukidenreich unter Antiochos IV. Mit römischer Hilfe konnte Antiochos IV., der weite Teile Ägyptens besetzt hatte und sich 169 v. Chr. angeblich sogar zum ägyptischen König hatte krönen lassen, im Jahre 168 v. Chr. wieder aus Ägypten verdrängt werden.

## Regentschaft
Zu Beginn des Krieges 170 v. Chr. war Ptolemaios für mündig erklärt worden; seine Frau/Schwester Kleopatra II. und sein jüngerer Bruder Ptolemaios VIII. wurden ihm als Mitregenten zur Seite gestellt.
164 v. Chr. vertrieb Ptolemaios VIII. den älteren Bruder aus Ägypten, der daraufhin in Rom um Unterstützung ansuchte. Ein Jahr später konnte Ptolemaios VI., von den Alexandrinern zurückgerufen, in sein Reich zurückkehren. Anschließend wurde das Reich aufgeteilt, wobei Ptolemaios VI. das Kernreich und Ptolemaios VIII. die Cyrenaika erhielten.
In der Folgezeit konnte Ptolemaios VI. Zypern gegen die Ansprüche seines jüngeren Bruders behaupten. Nach dem Tode des Seleukidenkönigs Demetrios I. im Jahr 150 v. Chr. griff Ptolemaios VI. in den seleukidischen Thronfolgestreit ein und war zuerst gegen, dann für den rechtmäßigen Erben Demetrios II. Ptolemaios VI. starb 145 v. Chr. unter ungeklärten Umständen, nur 3 Tage nach einer Schlacht in Syrien, welche mit dem endgültigen Sieg über Alexander I. Balas, den Gegenspieler Demetrios’ II., endete. De facto waren das syrische Seleukidenreich und Ägypten für diese drei Tage wieder unter einem Herrscher vereint – das erste Mal seit dem Tode Alexanders des Großen.
Seine Tochter, Kleopatra Thea, heiratete Demetrios II., der auch mit Rhodogune, der Schwester des Partherkönigs Phraates II., verheiratet war.

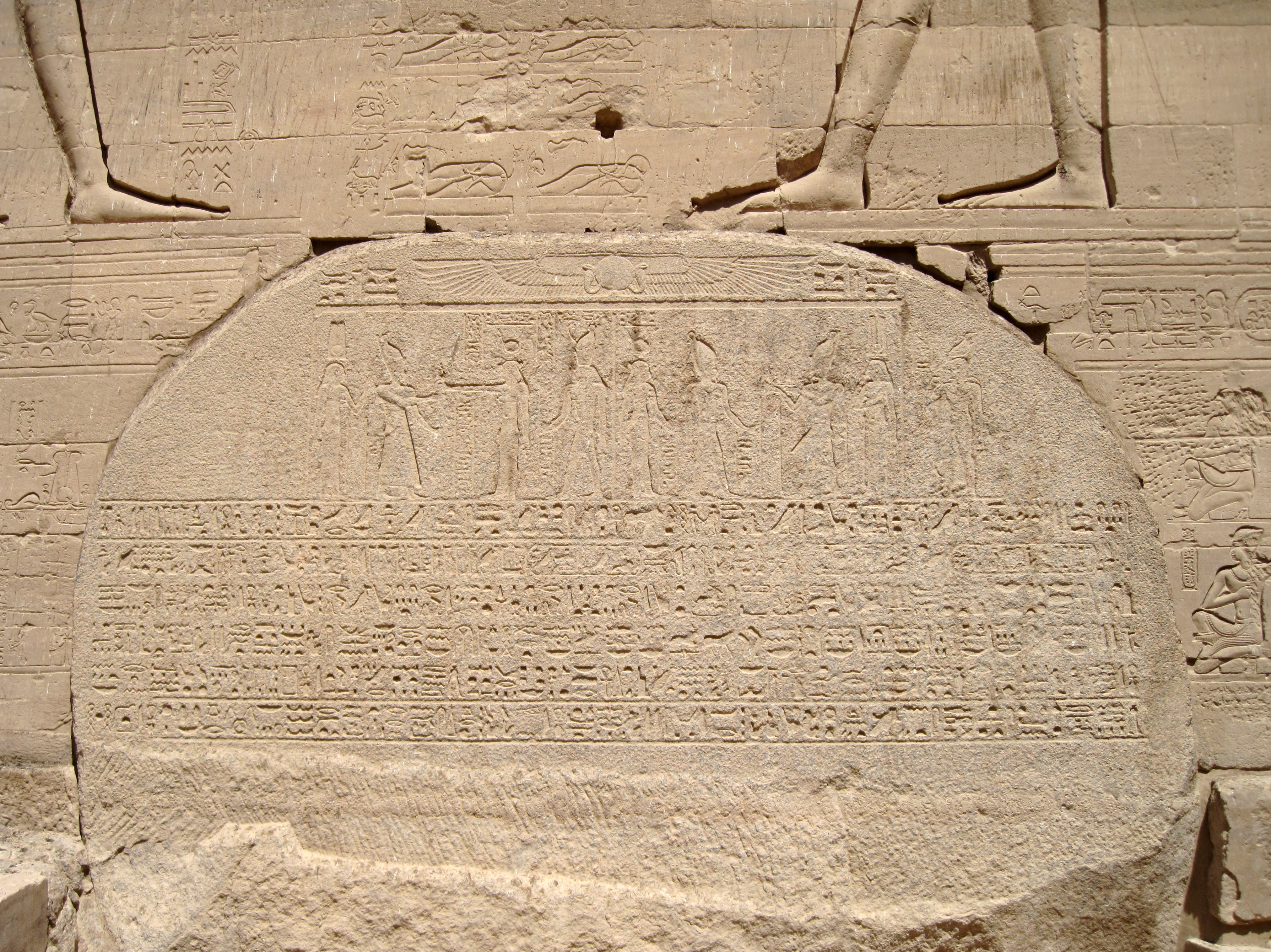
Stele Ptolemaios’ VI. auf Philae
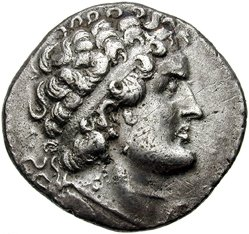
Tetradrachme Ptolemaios VI.
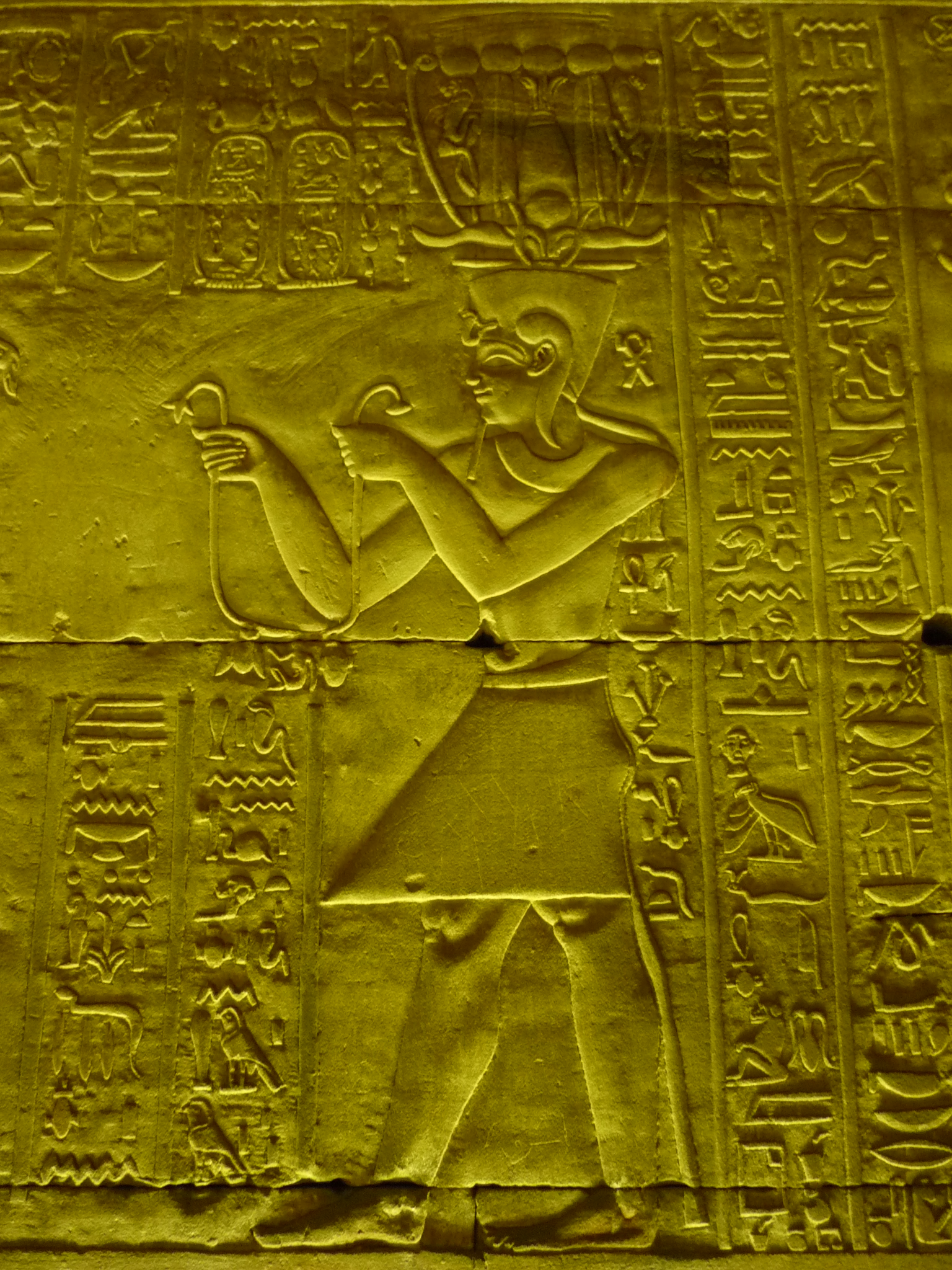
Ptolemaios VI. (Relief im Tempel von Edfu)

### Bautätigkeit
Unter der Herrschaft Ptolemaios’ VI. begann der Bau der Tempelanlagen auf Philae und vermutlich Kom Ombo.